# Дорога Фландрії
«Дорога Фландрії» (фр. La Route des Flandres) — один з найвідоміших романів Клода Сімона, що вийшов 1960 року у паризькому видавництві «Мінюї» (фр. Les Éditions de Minuit). Український переклад роману вийшов у видавництві «Юніверс» у 2002 році.

## З передмови українського видання
|  | "Дорога Фландрії" - яскравий зразок сімонового письма: невизначеність сюжетних рамок, відмова від причинно-хронологічної послідовности, заломлені часові та просторові перспективи, суперсуб'єктивація буденних речей, що надає їм символічного, поетичного, навіть міфологічного значення, холодна сімонівська іронія та дотеп. Символом роману є дорога, якою рухається військовий підрозділ Жоржа - Дорога Фландрії, дорога війни, дорога безпощадного до людини, всепоглинального часу" Роман Осадчук, Ландшафти пам'яти на перехрестях слів. |

## Французьке видання
- Claude Simon, La Route des Flandres, Les Éditions de Minuit, 1960 (ISBN 2707300780).

## Український переклад
Українською мовою роман переклав Роман Осадчук. Цей переклад вийшов у видавництві «Юніверс» 2002 року. 2004 року українську версію роману відзначено Премією Сковороди за найкращий художній переклад з французької.
Українська — тридцята мова перекладу роману.
Див. Клод Сімон, Вибрані твори, вид. Юніверс, Київ, 2002.